# Владислав Курашкевич
Влади́слав Курашкевич (22 лютого 1905, м. Володава, тепер Люблінського воєводства — 10 березня 1997, м. Познань) — польський мовознавець, член Польської академії мистецтв з 1947, Польської АН з 1967.

## Біографія
У 1929 році закінчив Львівський університет.
Викладав у гімназіях, згодом — професор Люблінського (1935—1950), Вроцлавського (1947—1950), Познанського (з 1950) університетів.
У 1950—1956 — завідувач кафедри слов'янської філології, 1956—1969 — завідувач кафедри польської мови, 1969—1974 — директор Інституту польської мови Познанського університету.
Автор досліджень з історії і діалектології польської мови.
Ряд праць — з діалектології східнослов'янських мов, зокрема з української, мови українських пам'яток («Галицько-волинські грамоти XIV—XV ст.», 1934; «Нарис східнослов'янської діалектології», 1954; «Нові уваги до В. Курашкевич. розвитку українського ікавізму», 1976; «Українські й білоруські дифтонги та їх редукція», 1978, та ін.).